# Prepiella radicans
Prepiella radicans är en fjärilsart som beskrevs av George Francis Hampson 1905. Prepiella radicans ingår i släktet Prepiella och familjen björnspinnare. Inga underarter finns listade i Catalogue of Life.